# Жуз

Мапа приблизного розміщення жузів по кольорам, Молодший жуз (зелений) Середній жуз (помаранчевий) Старший жуз (червоний)

Жу́зи (каз. жүз) — історичні етнотериторіальні родоплемінні об'єднання казахів-кочовиків, що відрізнялися між собою окремими параметрами етногенезу, соціально-економічного життя, побуту і культури етнічних груп, що їх складали. В складі казахського етносу історично склались три жузи, кожний з яких містив територіально відособлені групи племен, об'єднані спільними інтересами кочового господарства. Старший жуз (Ули жуз, або Уйсун) локалізувався в Семиріччі; Середній жуз (Орта жуз) — в степових районах Центрального Казахстану, долинах річок Сирдар'ї, Ішиму і Тоболу; Молодший жуз (Кіші жуз або Алшин) займав територію Західного Казахстану. Жузові регіональні відмінності відобразились в історичній свідомості казахського суспільства в категоріях походження, спорідненості та старшинства.

## Етимологія поняття
Використовуючи термін «жуз», більшість науковців позначають ним об'єднання казахських родів і племен, перекладаючи його як «гілка», «частина», «сотня». «Жуз» сприймається багатьма як поняття «сотня» (каз. жүз — «сто»), але історики вважають, що в даному випадку термін походить від арабського «джуз» (араб. جزء — «частина, гілка») і означає «частина єдиного народу, пов'язаного багатьма елементами географічної, політико-економічної, мовної та культурної спільності». Інколи термін «жуз» заміняється терміном «арис» (відповідно, Старший жуз — Ак-арис, Середній — Жан-арис, Молодший — Бек-арис). Походження цього терміна, що означає «дишло, голобля», дуже давнє і сягає часів Чингісхана. В працях російськомовних дослідників до жузів також інколи використовується синонім «орда».

## Жузова структура казахського суспільства
У складі архаїчного казахського етносу історично складися три групи родів: Старший (або Великий) жуз, Середній жуз і Молодший жуз. Таку ієрархію дослідники пояснюють по-різному. За розповсюдженою версією, Великим (старшим) вважається жуз через його давнє походженням, він «прабатьківщина всім народам», а Молодший жуз — тому, що він оформився пізніше всіх.
Старший жуз — група родів і племен, що разом з племенами мінгів панували на території Семиріччя і сучасного Південного Казахстану та частині сучасної території західного Китаю та Узбекистану (Ташкентська область). Включав в себе племена дулатів, албанів, суанів, кангли, жалайир, сиргелі, шаншкили, шапирашти, сари-уйсин та інших. У XIX столітті чисельність Старшого жузу становило близько 550 тисяч людей.
Середній жуз — мешканці степових районів центральної, північної і східної частин сучасної території Казахстану. Наприкінці XIX — початку XX століть число казахів Середнього жузу, переважно аргинів і кипчаків, становило близько 1 млн 350 тис. осіб. А разом з кераїтами і найманами, що кочували в Китаї і Монголії їх чисельність перевищувала півтора мільйони осіб.
Молодший жуз, який займав територію Західного Казахстану, складався з трьох великих родоплемінних об'єднань: алим (алим-ули), бай-ули і жеті-ру. На початку XIX століття від Молодшого жузу відокремилася і пішла за Урал Внутрішня, або Букеївська орда (букеївці). Чисельність жузу на рубежі XIX — початку XX століть складала 1 млн 100 тис. осіб.
Окремо від жузової ієрархії виділялись роди прямих нащадків Чингісхана по чоловічій лінії — торе́; нащадки сахаба, подвижників пророка Мухаммада — ходжа́; і ханська дружина — толенгіт. Торе і ходжа вважалися «ақ-сүйек» (укр. «біла кістка») — тобто аристократією.

## Версії про походження жузів
Для кочових суспільств ієрархічна система відносин, подібна до жузової не типова. Вчені по різному датують час формування жузів, як правило відносячи його X — XVI століть, тобто періоду після розпаду Західного тюркського каганату, внаслідок чого три самостійних улуси у XV—XVI столітті започаткували Казахське ханство. Більшість дослідників схиляються до походження жузів у XVI столітті, однак останнім часом така точка зору викликає низку заперечень.
В будь-якому разі, після розгрому і втечі катаганів наприкінці XVI століття, назва племінного об'єднання Алаш мини (або коротко Алаш) стала синонімом назви казах. Саме в цей час три групи алаш мини стали відігравати панівну роль на теренах сучасного Казахстану, а їх чисельність збільшилася з 30 до 60 тисяч. Таким чином, за часів Тауке-хана склалася та отримала сучасний вигляд жузов система казахського суспільства. Згідно з легендами, засновниками трьох казахських жузів були Уйсун, син Майки-бия, Болат, син Котана і Алшин, син Когама, тобто люди з родів Уйсун, Аргин і Алшин.
Роди кожного жузу об'єднувалися за низкою спільних об'єктивних особливостей: внутрішньою регіональною (територіальною) єдністю, етнічною єдністю, культурно-господарською спільністю і спільністю політичного керівництва. В результаті жузи відігравали важливу роль в регулюванні адміністративно-територіальних, господарсько-економічних і політичних відносин казахського суспільства.